# Jason 1
Jason 1 ou Jason-1 é uma missão franco-americana de satélite oceanográfico para monitorar os movimentos oceânicos de forma global, incluindo as ligações entre os oceanos e a atmosfera, melhorando as estimativas e previsões climáticas, além de monitorar eventos como o El Niño e turbilhões oceânicos.

## Histórico
O Jason-1 na verdade é apenas um dos satélites resultantes da cooperação estabelecida entre a NASA e o CNES, em 1987 para unificar esforços e recursos no projeto TOPEX/Poseidon, desencadeando duas décadas de cooperação e desenvolvimento de estudos oceanográficos.
Ele é o sucessor imediato da missão TOPEX/Poseidon, que efetuou medições da topografia da superfície dos oceanos entre 1992 e 2005. O sucessor do Jason-1, a Ocean Surface Topography Mission com o satélite Jason-2, foi lançada em Junho de 2008. Esses satélites proporcionam uma visão global única dos oceanos que seria impossível de se obter usando os métodos tradicionais baseados em navios.
O satélite Jason-1 e alguns de seus intrumentos (altímetro e antena) foram construídos pela Alcatel Space, atual Thales Alenia Space usando como base a plataforma Proteus, sendo o CNES o contratante.
Ele foi projetado para medir os níveis globais dos oceanos de forma muito precisa (milímetro por ano). Assim como o TOPEX/Poseidon, o Jason-1 usava um altímetro para medir as montanhas e vales da superfície dos oceanos. Essas medições da superfície topográfica dos oceanos permitem aos cientistas calcular a velocidade e direção das correntes oceânicas e monitorar a circulação global dos oceanos. O conjunto dos oceanos é o primeiro recurso de armazenamento de energia solar da Terra. As medições da espessura da superfície dos oceanos efetuadas pelo satélite Jason-1, revelaram onde esse calor é armazenado, como ele se move ao redor da Terra através das correntes, e como esse processo afeta o clima. 
O satélite Jason-1, foi lançado em 7 de Dezembro de 2001, a partir da Base de Vandenberg, a bordo de um foguete Delta II. Durante os primeiros meses, o satélite Jason-1 orbitou de forma quase idêntica ao TOPEX/Poseidon, para fins de calibragem. Ao final desse período, o satélite mais antigo foi movimentado para uma órbita intermediária entre as estações de rastreamento do Jason. O Jason, tem um ciclo de repetição de 10 dias.
Manobras orbitais realizadas em 2009 colocaram o Jason-1 do lado oposto da Terra em relação ao Jason-2, operado pelas agências climáticas da França e dos Estados Unidos. Com isso, a rota orbital do Jason-1 passou a ser a mesma que o Jason-2 executa cinco dias antes. As suas estações de rastreio estão localizadas a meio caminho das do Jason-2, que estão cerca de 315 km distantes da linha do equador. 
Essas missões enquanto se mantiveram em paralelo, disponibilizaram informações a uma taxa duas vezes maior, permitindo previsões muito mais acuradas. Essa configuração, ajudou também a definir as estratégias futuras para esse tipo de missão, de forma a coletar dados muito mais detalhados com satélites trabalhando de forma cooperativa e complementar.
Os satélites desse programa foram batizados em homenagem ao herói Jasão da mitologia grega.

## Instrumentos
O satélite Jason-1 possui cinco instrumentos:
- Poseidon 2 - Radar localizador de Nadir conjugado com Altimetro usando banda C e banda Ku para medir a altura acima da superfície do mar.
- Jason Radiômetro de Micro-onda (JMR) - mede o vapor de água na área detectada pelo altímetro para corrigir o retardo de pulso.
- DORIS - sistema de posicionamento baseado em rádio e também no Efeito Doppler específico para satélites para determinação de órbitas com precisão de 10 cm ou menos, além de dados de correção ionosféricos no caso do Poseidon-2.
- BlackJack - receptor de GPS provê efemérides orbitais precisas.
- Conjunto de retrorrefletores a laser que trabalha com as estações de terra para rastrear o satélite e calibrar e verificar as medições do altímetro.

O satélite Jason-1 propriamente dito, seu altímetro e a antena de ratreio foram construídos na França. O radiômetro, o receptor GPS e o conjunto de retrorrefletores a laser foram construídos nos Estados Unidos.  

## Uso de informação
O conjunto TOPEX/Poseidon e Jason-1 propiciaram grandes avanços na Oceanografia física e estudos climáticos. Os seus 15 anos de aquisição de dados da topografia da superfície dos oceanos possibilitou a primeira oportunidade de observar e entender as mudanças globais de circulação e nível dos oceanos.
Os resultados melhoraram o entendimento do papel dos oceanos nas alterações climáticas, aumentando a precisão das previsões. Dados dessas missões são usados para melhorar os modelos oceânicos, previsão de intensidade de tornados e furacões, identificar e rastrear fenômenos climático-oceanográficos como o El Niño e La Niña. Os dados são usados no dia a dia em diversas aplicações como, por exemplo, rotas de navios, aumentando a segurança e eficiência de operações offshore, indústria pesqueira e rastreio de mamíferos marinhos.